# Tolentino Abegoaria
Tolentino Abegoaria, mais conhecido pelo seu nome artístico Tolentino de Lagos (Lagos, 10 de Novembro de 1959), é um artista plástico português, conhecido principalmente pelas suas obras no concelho de Lagos, na região do Algarve, em Portugal.

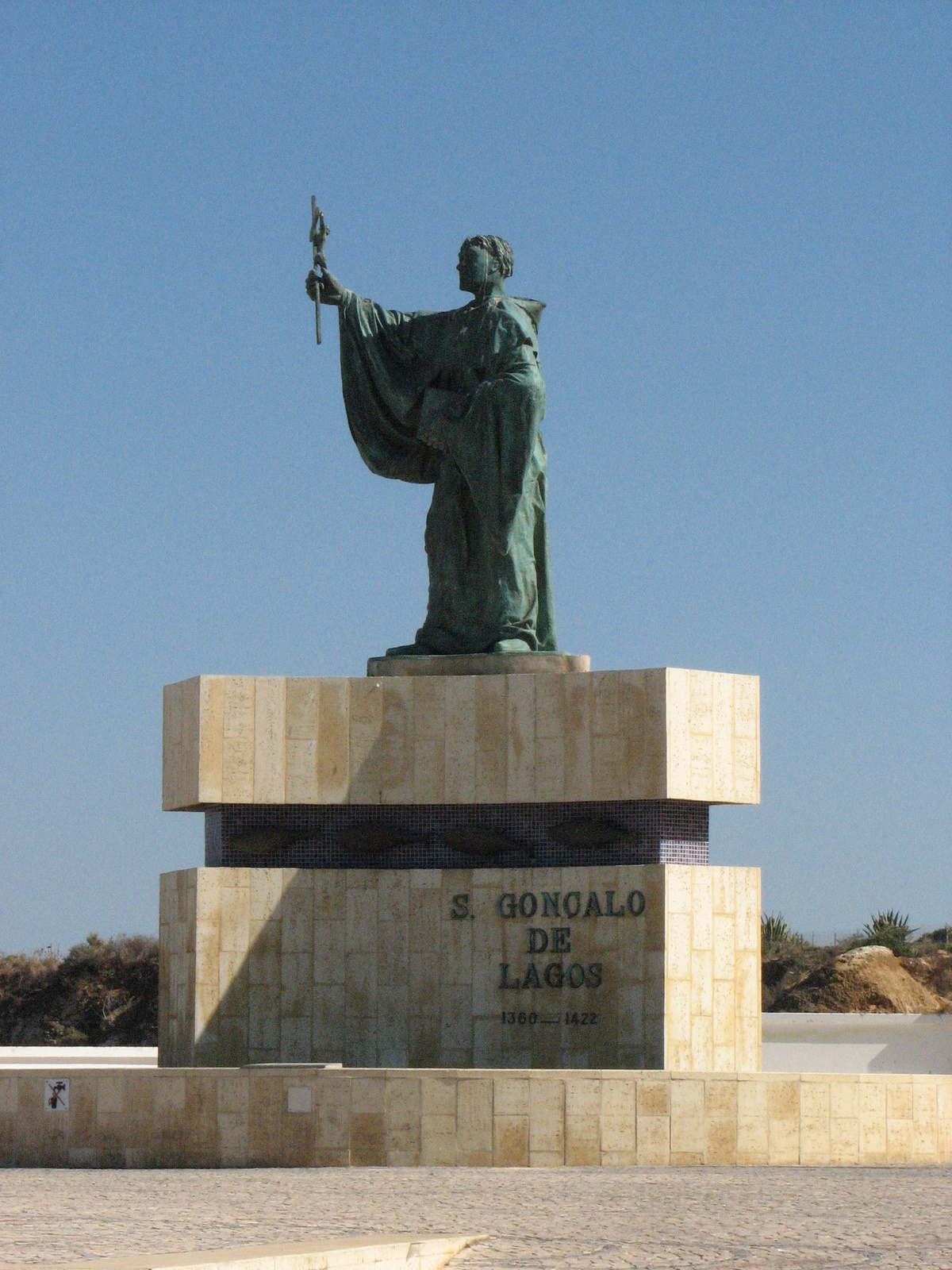
Estátua de São Gonçalo de Lagos, obra de Tolentino Abegoaria.

## Biografia
Nasceu na cidade de Lagos, em 10 de Novembro de 1959.
Iniciou a sua carreira artística em 1970, com uma exposição na cidade de Nampula, em Moçambique. Desenvolve a sua obra em múltiplas disciplinas, como o desenho, a pintura e a escultura, tendo sido o autor de estátuas e medalhas, e ilustrações para as capas de discos e de livros. Trabalhou igualmente em desenhos animados para a Rádio Televisão Portuguesa. Marcou presença em várias exposições em território nacional, principalmente nas temáticas da história, da museologia arqueológica, e da biologia marítima. Durante a Páscoa de 2015, as fachadas das igrejas em Lagos foram ornamentadas com trabalhos de Tolentino Abegoaria, como parte de um conjunto de iniciativas organizadas pela autarquia.
Foi responsável por várias obras de arte públicas na cidade de Lagos, destacando-se o conjunto de estátuas e bustos, como um busto em bronze de Júlio Dantas, a estátua de São Gonçalo de Lagos, na Avenida dos Descobrimentos, o Monumento ao Pescador, inaugurado em 25 de Abril de 1995, e um outro monumento aos pescadores junto do Edifício Nau, um busto de Lucinda Anino dos Santos, um monumento a Dona Leonor na Santa Casa da Misericórdia de Lagos, e um busto do médico António Guerreiro Tello, inaugurado em 2018. Produziu igualmente as esculturas A Passagem, no cemitério municipal, e um conjunto de painéis relativos aos desportos no Estádio Municipal.
Igualmente no concelho de Lagos, inaugurou em 2021 um conjunto de seis desenhos etnográficos, escritos em placas de mármore, como parte do programa da Via Algarviana. Em Bensafrim, foi responsável pela Estela da Fonte Velha, uma réplica de uma estela da Idade do Ferro encontrada na Fonte Velha, e o Monumento ao Padre Glória, junto da Igreja, e em Barão de São João foi o autor de vários painéis alusivos aos camponeses e a mulher.
Fora do concelho, destaca-se o Monumento ao Fuzileiro, na cidade do Barreiro, inaugurado em 2 de Julho de 2011, numa cerimónia que contou com a presença do Presidente da República, Cavaco Silva. Em 1987 fez vários trabalhos artísticos para espaços museológicos em Elvas, no âmbito do programa da Presidência Aberta, tendo igualmente colaborado no Projecto de Desenvolvimento Cultural e Turístico Rota dos Castelos, para a Região de Turismo de São Mamede, que abrange os concelhos de Campo Maior, Portalegre e Crato. Na Arrifana, no concelho de Aljezur, produziu monumentos sobre os pescadores e a mulher.